# Kỳ Sơn, Cao Hùng

Vị trí tại Cao Hùng

Kỳ Sơn (tiếng Trung: 旗山區; bính âm: Qíshān Qū) là một khu (quận) của thành phố Cao Hùng, Trung Hoa Dân Quốc (Đài Loan). Đây là một quận nông thôn có địa hình đồi núi, các nông sản có tiếng là chuối và đu đủ. Kỳ Sơn có diện tích 94,6122 km², dân số vào tháng 8 năm 2011 là 39.637 người thuộc 13.866 hộ gia đình, mật độ cư trú đạt 418,9 người/km².